# Хліб велетнів
«Хліб велетнів» (англ. Giant's Bread) — роман-трагедія англійської письменниці Агати Крісті. Роман був підписаний ім'ям Мері Вестмакотт. Вперше опублікований у Великій Британії видавництвом William Collins & Sons в квітні 1930 року, і у США видавництвом Doubleday в тому ж році пізніше.

## Історія
Агаті Крісті вдалося приховати від аудиторії сліди своїх літературних «злочинів». Коли у 1930 році вона опублікувала свій перший роман під псевдонімом, ніхто не знав, хто вона, і декілька років потому, тільки три чи чотири людини, знали, що вона писала любовні романи. Оскільки вони зуміли приховувати секрет п'ятнадцять років, то перші три романи були опубліковані під псевдонімом і ніхто насправді не знав: "Хто насправді Мері Вестмаккот?".

## Сюжет
Вернон Дейр був чутливим і блискучим музикантом, можна сказати навіть генієм. Але він платив високу ціну за свій талант, особливо коли мова йде про його сім'ю. В його житті було дві жінки. Він провів своє дитинство в любові і був не захищений від суворих умов реального світу, які чекали на нього наприкінці його життя. Створюючи шедевр свого життя, він прийняв важливе рішення, не знаючи, скільки це буде коштувати йому…